# 陈丽丽 (画家)
陈丽丽，中国大陆画家，“丽人画派”开创人。

## 艺术风格
陈丽丽善于国画，善于使用大唐三彩来画作，其作品富有创造力和想象力，她尤善于画历史人物。

## 作品
- 《丽人行》
- 《飞天》
- 《荷立朝阳》
- 《甘苦吾自知》
- 《芙蓉国里尽朝晖》
- 《荷塘遗梦》
- 《浮香》
- 《贺喜》